# Nephelolejeunea talinayi
Nephelolejeunea talinayi là một loài Rêu trong họ Lejeuneaceae. Loài này được (S. Arn.) Grolle mô tả khoa học đầu tiên năm 1973.